# (312645) 2010 EP65
(312645) 2010 EP65, também escrito como (312645) 2010 EP65, é um objeto transnetuniano (TNO) que está localizado no cinturão de Kuiper, uma região do Sistema Solar. Este objeto é classificado como um twotino, pois, o mesmo está em uma ressonância orbital de 1:2 com o planeta Netuno. O mesmo possui uma magnitude absoluta de 5,5 e tem cerca de 350 km de diâmetro. O astrônomo Mike Brown lista este corpo celeste em sua página na internet como um candidato a possível planeta anão.

## Descoberta
(312645) 2010 EP65 foi descoberto no dia 9 de março de 2010 pelos astrônomos D. Rabinowitz e S. Tourtellotte.

## Órbita
A órbita de (312645) 2010 EP65 tem uma excentricidade de 0,311 e possui um semieixo maior de 47,964 UA. O seu periélio leva o mesmo a uma distância de 33,057 UA em relação ao Sol e seu afélio a 62,872 UA.